# Lotus 102
La Lotus 102 è una monoposto di Formula 1 progettata dalla Lotus che ha gareggiato nel mondiale del 1990. È un'evoluzione della Lotus 101 e le sue varianti 102B e 102D hanno corso, rispettivamente, le stagioni 1991 e 1992.

## Contesto e sviluppo
Utilizzando la 101 come base, Frank Dernie installò il motore Lamborghini V12 da 649 CV impiegato dal team Larrousse nella stagione 1989. Ciò rese la 102 l'unica Lotus con motore 12 cilindri. Il motore aveva parecchi difetti, in particolare le sue dimensioni, peso e consumi di carburante. Nonostante ciò, si pensava che l'aumento di potenza avrebbe superato gli svantaggi. Gli ingombri del motore imposero la sua installazione nel telaio in posizione ribassata, telaio che a sua volta dovette essere progettato sfruttando la larghezza massima consentita dai regolamenti in modo da poter montare serbatoi più capienti. Inoltre, a causa del peso del motore ogni componente della vettura venne analizzato per verificare se fosse possibile risparmiare ulteriormente peso in altre aree.
L'ingaggio di Nelson Piquet alla Benetton e di Satoru Nakajima alla Tyrrell per il 1990 portò in squadra l'esperto Derek Warwick e il collaudatore promosso titolare Martin Donnelly. Questi piloti, che erano più alti di statura rispetto a Piquet e Nakajima, costrinsero i tecnici a ricorrere all'ennesimo compromesso, aumentando l'altezza della vettura più di quanto desiderato.

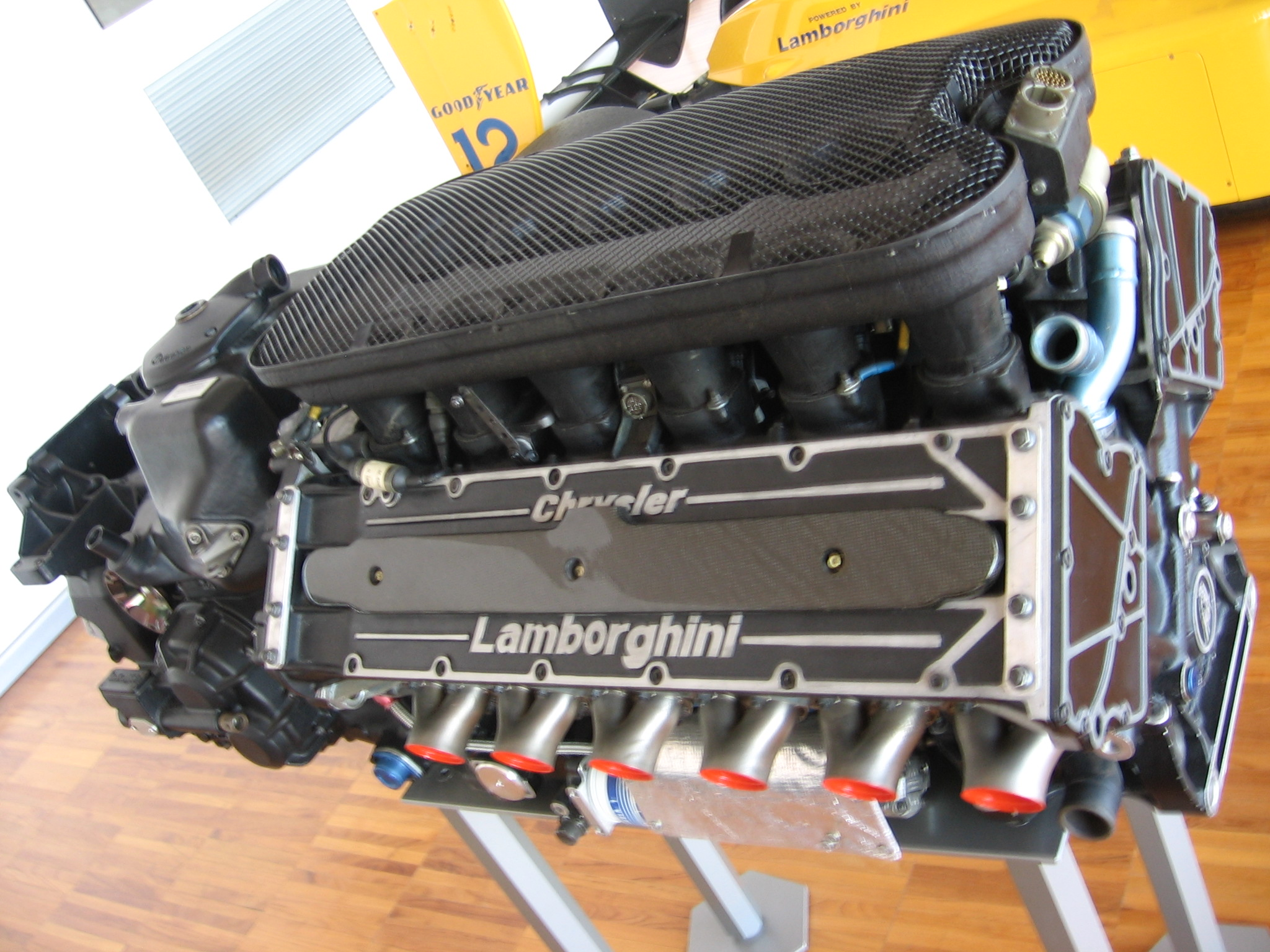
Il motore Lamborghini 3512 V12 utilizzato sulla Lotus 102 nel 1990

Il team manager Rupert Manwaring dichiarò che il team avrebbe preso 40 punti. Dopo la prima gara fu però evidente che tanta fiducia venne malriposta.

## Carriera agonistica

### 1990
La Lotus faticò lungo tutta la stagione, ottenendo alla fine solo tre punti, il suo punteggio più basso dal 1958. Fu Warwick a metterli a segno, con un sesto posto in Canada ed un quinto posto in Ungheria, mentre Donnelly non segnò alcun punto. Spesso fu la mancanza di affidabilità del motore Lamborghini a privare la Lotus di possibili piazzamenti a punti. 
Paradossalmente, fu proprio l'impiego previsto del Lamborghini V12 il motivo principale per cui il tre volte Campione del Mondo Nelson Piquet decise di non rinnovare con il team dopo il 1989. Il brasiliano predisse (correttamente) che il motore, tutto da sviluppare, avrebbe ostacolato le chances di vittoria del team. Nonostante il Lamborghini, uno dei due motori V12 in Formula Uno a quel tempo (l'altro era il Ferrari), fosse sembrato promettente al suo debutto con il team Larrousse nel 1989, era indietro rispetto al V12 Ferrari, ai motori V10 Honda e Renault, e perfino rispetto al motore Ford V8 sia in potenza e soprattutto in affidabilità.
Alla guida della 102 Martin Donnelly terminò la sua breve carriera in F1, con un incidente che quasi gli costò la vita, nel Gran Premio di Spagna 1990 a Jerez. Durante le prove del venerdì uscì di pista nella veloce curva a destra prima dell'ingresso ai box ed urtò le barriere ad alta velocità. La vettura si spezzò a metà, sbalzando il sedile (con ancorato Donnelly) fuori dall'abitacolo. Donnelly atterrò in mezzo alla pista, procurandosi gravi ferite che impiegarono diversi mesi per la guarigione. Due gare prima, a Monza, Warwick fu anch'egli protagonista di uno spettacolare incidente durante il primo giro della corsa, quando andò largo all'uscita della Parabolica urtando le barriere in velocità, capovolgendosi e strisciando lungo la pista. Ciò nonostante, Warwick rimase fortunatamente illeso. Uscì dalla vettura, che venne fortunosamente evitata dalle macchine che seguivano, tornò di corsa ai box (dove disse al team e ai giornalisti che l'incidente era colpa sua per essere andato troppo largo alla Parabolica) e prese parte nuovamente alla gara con la vettura di riserva.
Dopo il terribile incidente a Jerez, che terminò la sua carriera, Donnelly venne sostituito nelle ultime due gare in Giappone ed Australia dal pilota inglese Johnny Herbert.
Nel dicembre 1990 una cordata composta da Peter Collins e Peter Wright rilevò il team. A causa del cambio di proprietà avvenuto all'ultimo momento, il team non fu in grado di cominciare la stagione successiva con finanziamenti adeguati. Inoltre, i piani per l'introduzione della nuova 103, sempre progettata da Dernie, vennero accantonati, preferendo invece aggiornare la 102 alla specifica B.
In un'intervista del 2014 riguardo al periodo passato in Lotus con il motore Lamborghini, Derek Warwick dichiarò che la vettura era mediocre e che "fletteva ovunque, si rompeva, era inaffidabile" aggiungendo anche che il V12 era "tutto rumore e niente spinta".

### 1991

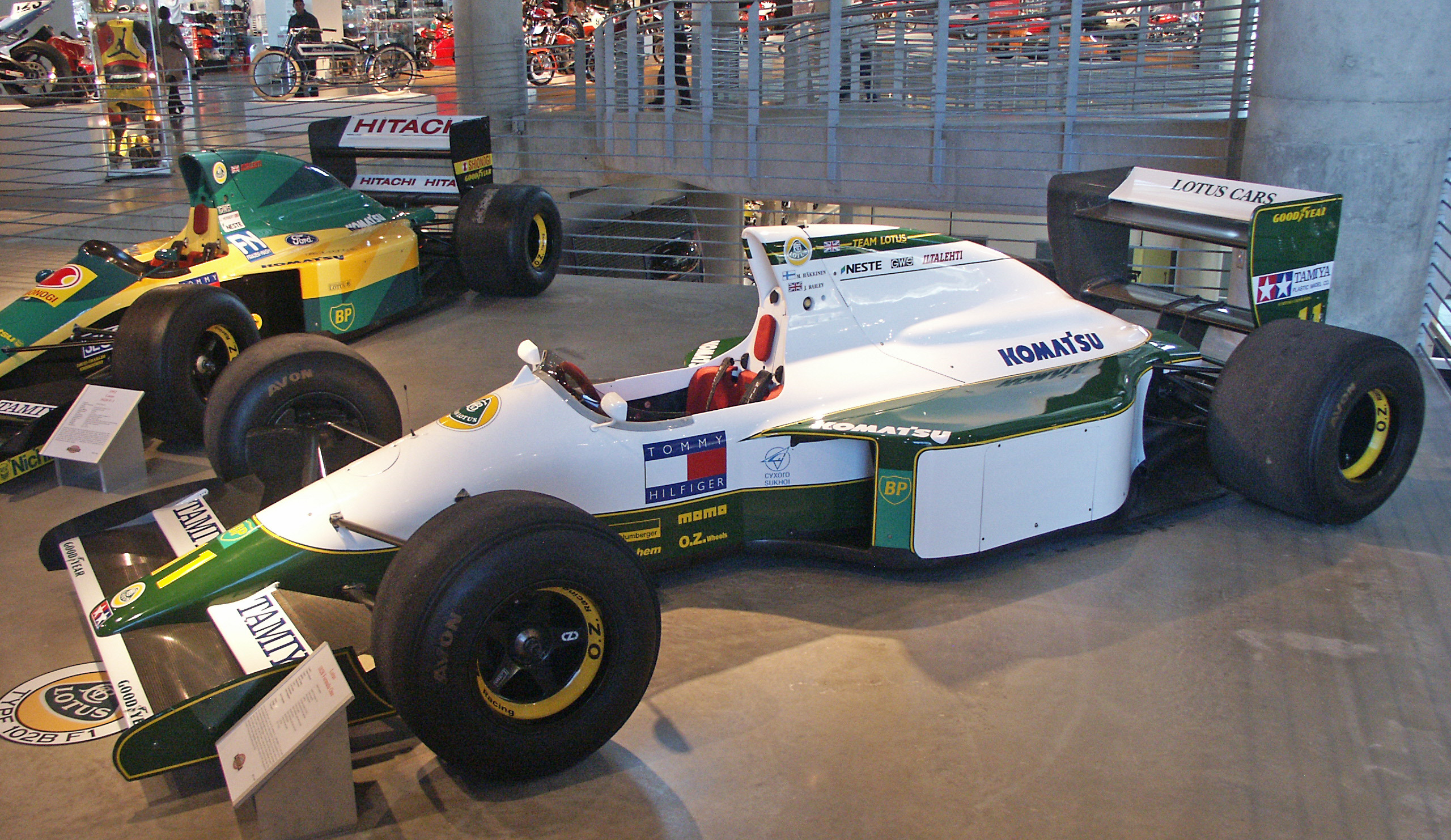
Lotus 102B

La 102B fu la vettura schierata dalla Lotus per la stagione 1991. Nonostante avesse più di 800 nuove componenti non venne considerata sufficientemente diversa dalla 102 da giustificare un cambio di denominazione, seguendo un precedente stabilito dalla stessa Lotus 30 anni prima, quando la Lotus 25 venne quasi completamente riprogettata, ma nominata 25B. Sulla scelta influì l'aggravamento della situazione finanziaria del team, che perse il main sponsor Camel, passato alla Benetton: non essendosi presentato un nuovo partner, la vettura assunse una livrea di base bianca con inserti nelle storiche tinte istituzionali verde-oro del Team Lotus.
Il pesante e inaffidabile (quantomeno sulla Lotus; sulla Lola del team Larrousse ottenne risultati migliori sin dal suo utilizzo nel 1989) motore Lamborghini venne rimpiazzato dal Judd EV V8 e cambiarono anche i piloti. Mika Häkkinen e Julian Bailey occuparono i sedili lasciati liberi da un demoralizzato Derek Warwick e dal convalescente Martin Donnelly. Fu subito chiaro che la vettura non reggeva assolutamente il passo della McLaren MP4/6 e della Williams FW14 nella gara di apertura a Phoenix. Häkkinen dichiarò che durante quella corsa il volante stranamente si staccò. La mancata qualificazione di Bailey al Gran Premio di Monaco determinò la sua sostituzione con il collaudatore Johnny Herbert per il resto della stagione. A causa degli impegni di Herbert nella Formula 3000 il pilota tedesco Michael Bartels venne chiamato durante le sue assenze ma fallì la qualificazione.
La 102B permise al team di eguagliare il punteggio raggiunto nel 1990, ovvero tre punti. Con l'incremento delle sponsorizzazioni ed il ritardo nello sviluppo della 107 si decise di correre le prime quattro gare della stagione 1992 con la 102 in specifica D. La 102C fu spinta da un motore Isuzu V12 P799WE (Japanese edition), motore che venne sviluppato durante la stagione ma che non corse mai.

### 1992

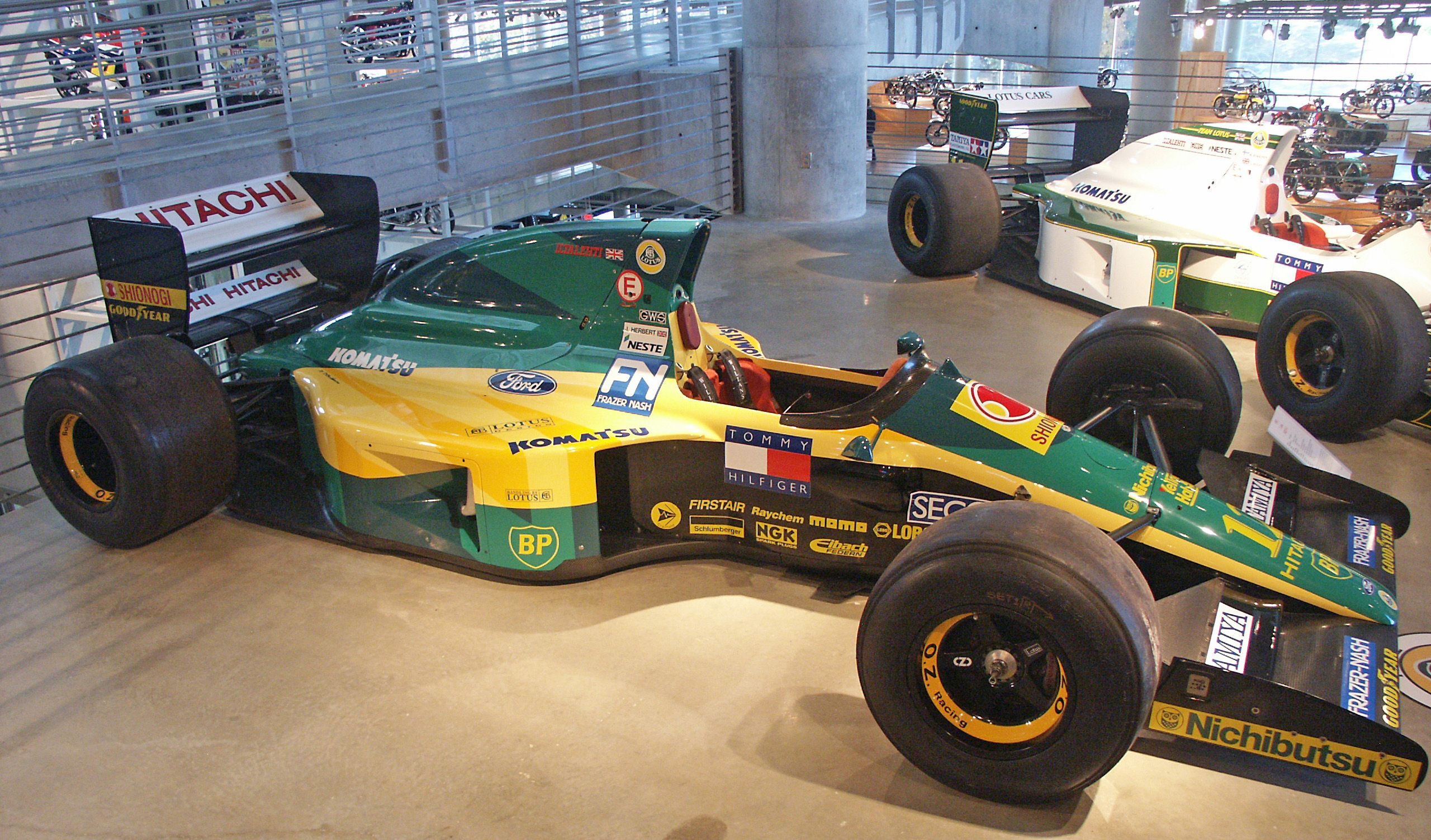
Lotus 102D

L'ultima versione della 102 fu la 102D, la soluzione di ripiego con la quale la Lotus si presentò all'inizio della stagione 1992. Esteriormente simile alla 102B, la vettura fu dotata del motore Ford Cosworth HB V8 al posto del Judd EV V8. La livrea dismise il bianco dell'anno prima in favore del solo verde-oro Lotus. I piloti Häkkinen ed Herbert colsero quali migliori risultati un sesto posto a testa.

## Risultati completi
| Anno | Vettura   | Motore           | Gomme | Piloti          |     |     |   |     |     |    |    |     |     |   |    |     |     |     |     |     |  |  |  |  |  |  |  |  | Punti | Pos. |
| ---- | --------- | ---------------- | ----- | --------------- | --- | --- | - | --- | --- | -- | -- | --- | --- | - | -- | --- | --- | --- | --- | --- |  |  |  |  |  |  |  |  | ----- | ---- |
| 1990 | Lotus 102 | Lamborghini 3512 | G     | Derek Warwick   | Rit | Rit | 7 | Rit | 6   | 10 | 11 | Rit | 8   | 5 | 11 | Rit | Rit | Rit | Rit | Rit |  |  |  |  |  |  |  |  | 3     | 8º   |
| 1990 | Lotus 102 | Lamborghini 3512 | G     | Martin Donnelly | Rit | Rit | 8 | Rit | Rit | 8  | 12 | Rit | Rit | 7 | 12 | Rit | Rit | NP  |     |     |  |  |  |  |  |  |  |  | 3     | 8º   |
| 1990 | Lotus 102 | Lamborghini 3512 | G     | Johnny Herbert  |     |     |   |     |     |    |    |     |     |   |    |     |     |     | Rit | Rit |  |  |  |  |  |  |  |  | 3     | 8º   |

| Anno | Vettura    | Motore  | Gomme | Piloti          |    |    |   |     |     |    |    |    |     |    |     |    |     |     |     |    |  |  |  |  |  |  |  |  | Punti | Pos. |
| ---- | ---------- | ------- | ----- | --------------- | -- | -- | - | --- | --- | -- | -- | -- | --- | -- | --- | -- | --- | --- | --- | -- |  |  |  |  |  |  |  |  | ----- | ---- |
| 1991 | Lotus 102B | Judd EV | G     | Mika Häkkinen   | 13 | 9  | 5 | Rit | Rit | 9  | NQ | 12 | Rit | 14 | Rit | 14 | 14  | Rit | Rit | 19 |  |  |  |  |  |  |  |  | 3     | 9º   |
| 1991 | Lotus 102B | Judd EV | G     | Julian Bailey   | NQ | NQ | 6 | NQ  |     |    |    |    |     |    |     |    |     |     |     |    |  |  |  |  |  |  |  |  | 3     | 9º   |
| 1991 | Lotus 102B | Judd EV | G     | Johnny Herbert  |    |    |   |     | NQ  | 10 | 10 | 14 |     |    | 7   |    | Rit |     | Rit | 11 |  |  |  |  |  |  |  |  | 3     | 9º   |
| 1991 | Lotus 102B | Judd EV | G     | Michael Bartels |    |    |   |     |     |    |    |    | NQ  | NQ |     | NQ |     | NQ  |     |    |  |  |  |  |  |  |  |  | 3     | 9º   |

| Anno | Vettura    | Motore           | Gomme | Piloti         |   |   |     |     |    |  |  |  |  |  |  |  |  |  |  |  |  |  |  |  |  |  |  |  | Punti | Pos. |
| ---- | ---------- | ---------------- | ----- | -------------- | - | - | --- | --- | -- |  |  |  |  |  |  |  |  |  |  |  |  |  |  |  |  |  |  |  | ----- | ---- |
| 1992 | Lotus 102D | Ford Cosworth HB | G     | Mika Häkkinen  | 9 | 6 | 10  | Rit | NQ |  |  |  |  |  |  |  |  |  |  |  |  |  |  |  |  |  |  |  | 13*   | 5º   |
| 1992 | Lotus 102D | Ford Cosworth HB | G     | Johnny Herbert | 6 | 7 | Rit | Rit |    |  |  |  |  |  |  |  |  |  |  |  |  |  |  |  |  |  |  |  | 13*   | 5º   |

*11 punti totalizzati con la Lotus 107